# Zoe (nome)
Zoe  è un nome proprio di persona italiano femminile.

## Varianti in altre lingue
- Francese: Zoé[1]
- Greco antico: Ζωή (Zōḗ)[1]
- Greco moderno: Ζωή (Zoḯ)
- Inglese: Zoe[1], Zoë[1], Zoey[1], Zoie[1], Zowie[1]
- Macedone: Зоја (Zoja)[1]
- Olandese: Zoë[1]
- Polacco: Zoja[1]
- Portoghese: Zoé
- Rumeno: Zoia
- Russo: Зоя (Zoja)[1]
- Siciliano: Zui
- Spagnolo: Zoe
- Tedesco: Zoe
- Ucraino: Зоя (Zoja)[1]

## Origine e diffusione
Deriva dal termine greco ζωη (zoe), che significa "vita"; il greco antico ha due accezioni per indicare la vita: βιος (bios), la "vita quam vivimus", cioè la vita qualificata, di qualsiasi genere, che ha un inizio e una fine, e ζωή (zoé), la "vita qua vivimus", quella che è l'essenza della vita.
Il nome è quindi affine per significato a Enid, Vito, Chaim ed Eva, e dalla stessa radice derivano Zotico, Zosimo e Zoilo; venne in origine adottato dagli ebrei greci proprio come traduzione di quest'ultimo. Era comune nell'Impero Bizantino, e venne portato da un'imperatrice del XII secolo, Zoe Porfirogenita. In lingua inglese è in uso solo dal XIX secolo, mentre è più comune nell'oriente cristiano, in diverse forme. La forma rumena Zoia è omografa con una variante dialettale italiana del nome Gioia.

## Onomastico
L'onomastico viene festeggiato il 2 maggio in onore di santa Zoe, martire di Attalia, commemorata con il marito Espero e i figli Ciriaco e Teodulo. Si ricorda con questo nome anche santa Zoe, martire a Roma sotto Diocleziano, commemorata il 5 luglio.

## Persone

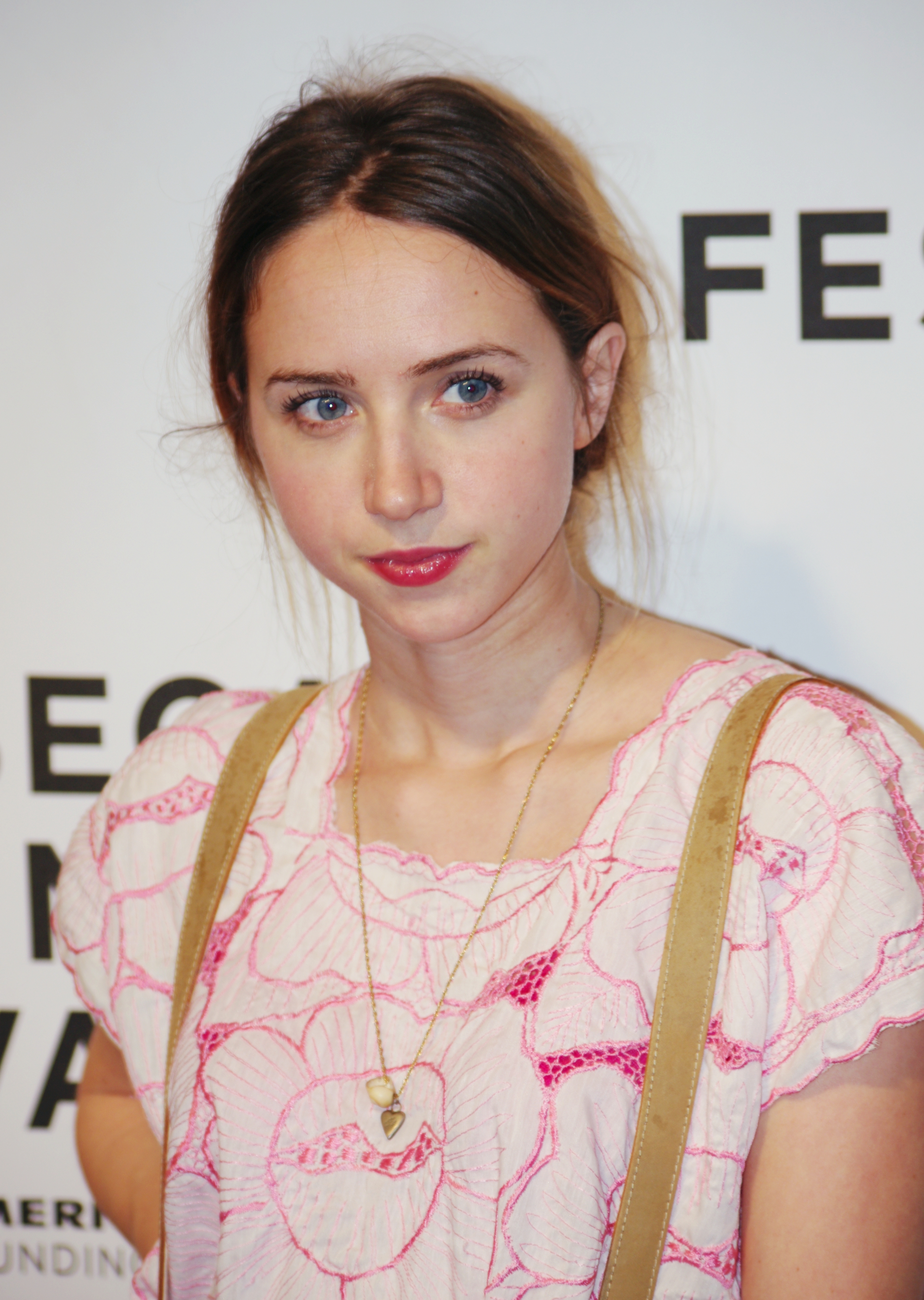
Zoe Kazan

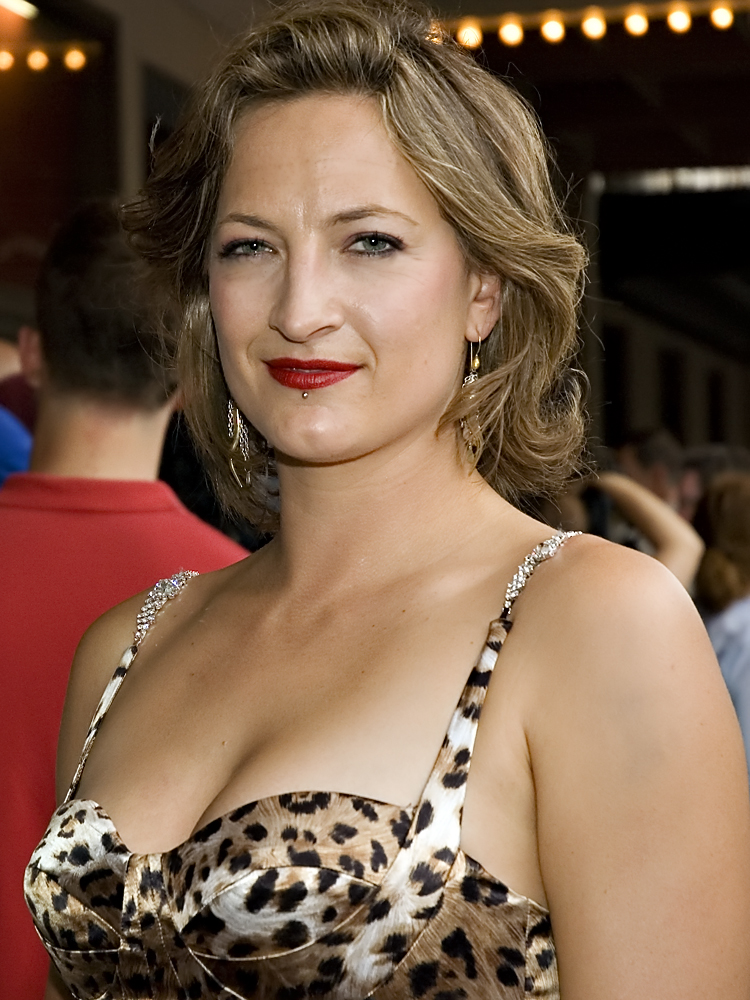
Zoë Bell

- Zoe Aggeliki, attrice e modella svedese naturalizzata greca
- Zoe Caldwell, attrice australiana
- Zoe Carbonopsina, imperatrice bizantina
- Zoe Collins, cantante britannica
- Zoe Porfirogenita, imperatrice bizantina
- Zoe Fontana, stilista italiana
- Zoe Incrocci, attrice e doppiatrice italiana
- Zoe Kazan, attrice statunitense
- Zoe Leader, doppiatrice statunitense
- Zoe Lofgren, politica e avvocato statunitense
- Zoe McLellan, attrice statunitense
- Zoe Paleologa, moglie di Ivan III di Russia
- Zoe Telford, attrice britannica
- Zoe Ventoura, attrice australiana
- Zoe Voss, pornoattrice e modella statunitense

### Variante Zoë
- Zoë Akins, poetessa, commediografa e sceneggiatrice statunitense
- Zoë Badwi, cantante, modella e attrice australiana
- Zoë Bell, attrice e stuntwoman neozelandese
- Zoë Ferraris, scrittrice statunitense
- Zoë Haas, sciatrice alpina svizzera
- Zoë Kravitz, attrice e cantante statunitense
- Zoë Lund, attrice e sceneggiatrice statunitense
- Zoë Saldaña, attrice statunitense
- Zoë Straub, cantautrice e attrice austriaca
- Zoë Wanamaker, attrice statunitense naturalizzata britannica
- Zoë Wicomb, scrittrice e critica letteraria sudafricana

### Altre varianti
- Zoia Ceaușescu, matematica rumena
- Zooey Deschanel, attrice e cantante statunitense
- Zōī Dīmītrakou, cestista greca
- Zoé Félix, attrice francese
- Zoja Anatol'evna Kosmodem'janskaja, partigiana e militare sovietica
- Zoie Palmer, cantante e attrice canadese
- Zoé Talon, amante di Luigi XVIII di Francia

## Il nome nelle arti
- Zoe è un personaggio della striscia umoristica Arturo e Zoe, pubblicata in Italia a partire dagli anni sessanta.
- Zoe è un personaggio del film del 1994 Killing Zoe, diretto da Roger Avary.
- Zoe è un personaggio del romanzo del 1828 di Francesco Domenico Guerrazzi La battaglia di Benevento.
- Zoe è un personaggio della sesta stagione della serie televisiva How I Met Your Mother.
- Zoe è una delle città invisibili in Le città invisibili di Italo Calvino.
- Zoe è un personaggio della serie di videogiochi Spyro the Dragon.
- Zoe è un campione giocabile all'interno del videogioco League of Legends.
- Zoé è un personaggio della serie televisiva Chante!.
- Zoé è un personaggio del film del 1997 L'immagine del desiderio, diretto da Juan José Bigas Luna.
- Zoë è un personaggio del film del 2007 Grindhouse - A prova di morte, diretto da Quentin Tarantino.
- Zoey è un personaggio della serie Pokémon.
- Zoey è un personaggio della serie animata A tutto reality.
- Zoe Ayamoto è un personaggio della serie animata Digimon Frontier.
- Zoe Barnes è un personaggio della serie televisiva House of Cards - Gli intrighi del potere.
- Zoey Brooks è la protagonista della serie televisiva Zoey 101.
- Zoe Busiek è un personaggio della serie televisiva Una nuova vita per Zoe.
- Zoe Hart è un personaggio della serie televisiva Hart of Dixie.
- Zoe è un personaggio del film Sapori e dissapori.
- Zoe è un personaggio della serie animata Peppa Pig.
- Zoë Rivas è un personaggio della serie televisiva Degrassi.
- Zoé è un personaggio del film del 2013 Sole a catinelle, diretto da Gennaro Nunziante.
- Zoe è un personaggio secondario nella serie I Maghi, terza parte della saga animata de I Racconti di Arcadia di Guillermo del Toro. Appare brevemente anche durante la seconda parte della saga, 3 in Mezzo a Noi.